# 高老頭
《高老頭》（法語：Le Père Goriot）是法國小說家、編劇家奥诺雷·德·巴尔扎克於1835年所著的小說，收錄於「人間喜劇」系列小說中的「私人生活場景」章節。故事背景設於1819年的巴黎。
這本書是巴爾札克對拜金主義最深刻的描述及抨擊，亦為「人間喜劇」系列的代表作之一。
《高老頭》最初是以連載的方式刊登，時間在1834年冬至1835年，被廣泛認爲是巴爾扎克最重要的作品。巴爾扎克使用了獨特的寫作手段，即將另一部小說中的角色用在自己的作品當中。小說也因它現實主義的風格而著名，使用微小的細節來進行人物或潛台詞的描述。小說的背景是波旁王朝复辟，復辟對法國社會影響深遠；個人在社會上取得更高的地位是小說的主題。巴黎城也有自己的特色 – 特別是年輕的拉斯蒂涅, 他來自法國南部省份。巴爾扎克用高老頭和其他人來對家庭和婚姻進行了分析，並對此表現出了悲觀的態度。小說獲得的評價褒貶不一。有的評論家對作者刻畫人物和細節做出了褒獎；另一些作家則對腐敗和貪婪的描述反唇相譏。不管怎樣，巴爾扎克的小說被大衆接受，常常被改編爲戲劇或電影。它創造出了一個法語詞“Rastignac”（拉斯蒂涅），即巴結權貴、不擇手段地攀高枝的家夥。

## 背景

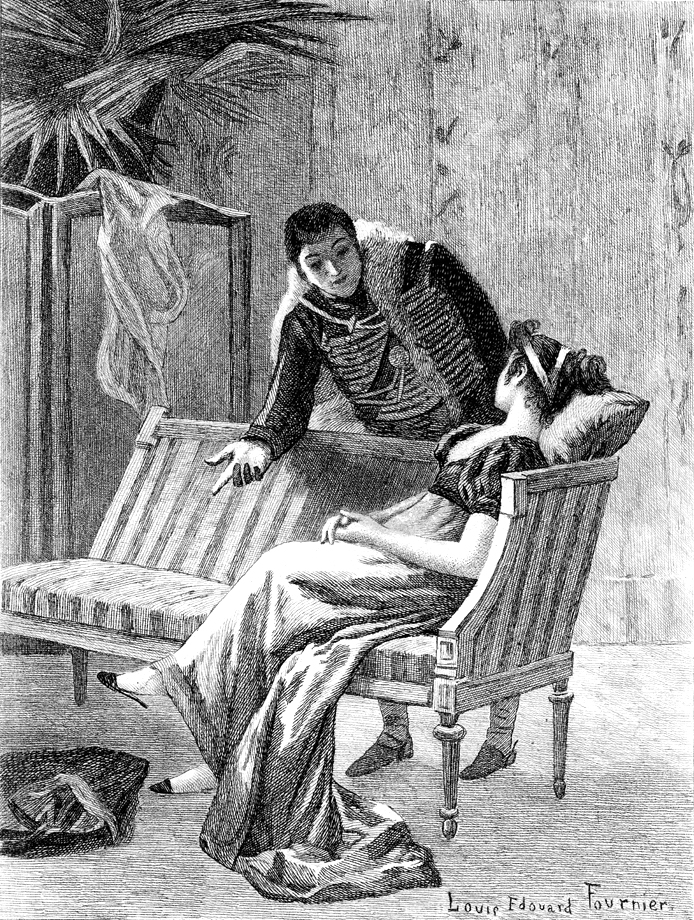
與公爵夫人們在一起。喬治·巴裏父子公司版

### 歷史背景
《高老頭》的開篇是1819年6月，時值拿破侖慘敗滑鐵盧，波旁王朝重回王位。伴隨路易十八歸來的貴族和工業革命所生育的資產階級之間矛盾重重。在這一期間，法國社會緊繃，底層階級貧窮困苦。有的估算數據現實，大約3/4的巴黎人一年掙不到500–600法郎，無法維持生活的最低標准。于此同時，這種巨變導致社會流動性成爲可能，這在上世紀舊制度内是不可想象的。適應新社會統治的個人有時會從平凡的地位升入社會高層，這令老牌權貴十分不滿。

### 文學背景
1834年，當巴爾扎克開始寫《高老頭》時，他已經寫了一些書，包括使用化名的粗糙作品。1829年，他出版了《舒昂黨人》，這是他第一次使用自己的真名；之後是《劉易絲·蘭勃特》(1832)、《夏倍上校》(1832)、《驢皮記》(1831)。在此期間，巴爾扎克開始寫了一系列小說，並最後編訂爲《人間喜劇》，描述了十九世紀早期法國生活的方方面面。

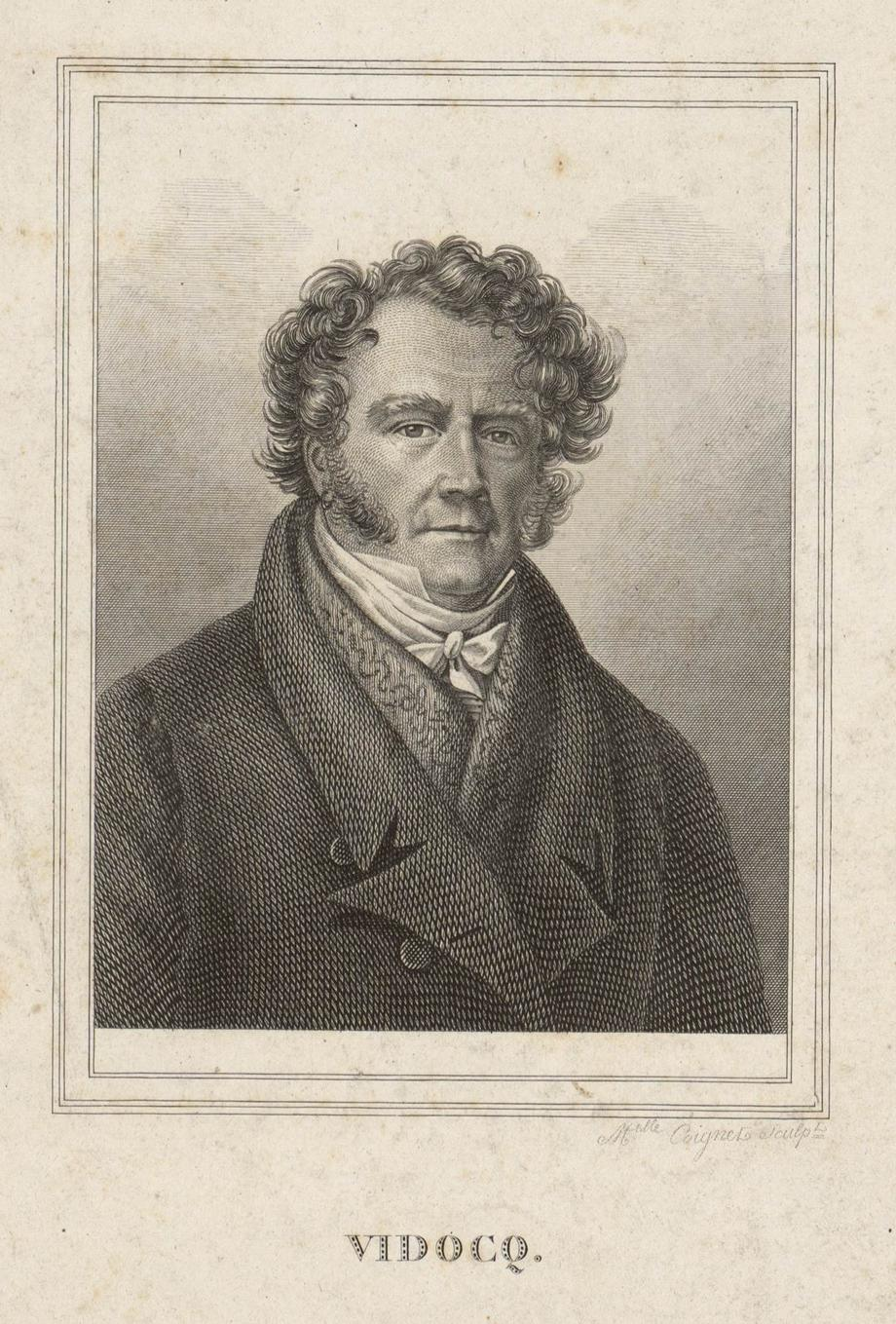
法國罪犯尤金·弗朗西斯·維多克成爲伏脫冷的原型。

其中一個吸引巴爾扎克的是犯罪。在1828-29年冬，法國改邪歸正的尤金·弗朗西斯·維多克出版了回憶錄，記敘了罪犯的種種經過。巴爾扎克在1834年與他見面，並使用他作爲伏脫冷的原型。

## 寫作與出版
1834年夏，巴爾扎克開始著手寫有關父親被女兒抛棄的故事。他的手稿記錄著一些故事線索：“高老頭的事情 – 老好人 – 中産階級，租房子住 – 收入是600法郎 – 女兒們收入是50,000法郎，將父親剝削乾淨 – 像一條狗一樣死去。”他的第一份《高老頭》手稿在秋季的四十天內完成；十二月到二月間以連載的形式在《巴黎評論》出版。1835年，故事以小說的形式由威德特(Werdet)出版社出版，並在五月份推出第二版。幾經修改的第三版則在1839年出版，出版社是卡彭特(Charpentier)。巴爾扎克習慣性地保存了大量手稿和修正，小說之後的版本常常與先前的大不相同。就《高老頭》而言，每次修改時他都替換了許多人物，並加入了新的段落。
人物拉斯蒂涅在巴爾扎克先前的哲學幻想小說《驢皮記》中以一位老人的形式出現。在寫《高老頭》的第一份手稿時，巴爾扎克將人物命名爲馬西亞克("Massiac")，但他後來決定使用《驢皮記》中的人物。其它人物名稱也隨之效法。這是他第一次使用人物再現的寫作手法，成爲他作品的一大特色。
1843年，巴爾扎克將《高老頭》列在了《人間喜劇》當中，署名爲“巴黎私人生活场景”。很快，他對此作出重組 – 由于它對人物個人生活的高度關注 – 作爲“巴黎私人生活场景”之一。他的這些舉動旨在創作可以“描述社會的方方面面，刻畫它巨大的混亂。”雖然就《人間喜劇》來說，巴爾扎克只准備了一點點，名爲《風俗研究》，但在此時，他已經仔細地掂量了項目中各個作品的地位，並時常對此做出調整。

## 內容梗概

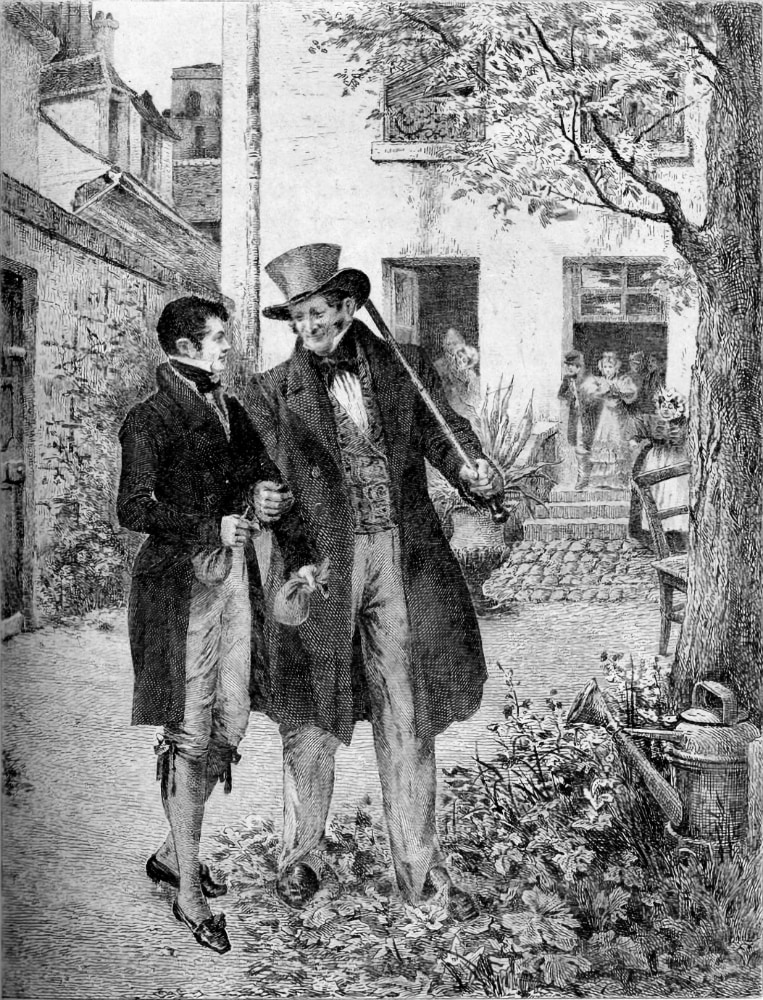
拉斯蒂涅和伏脫冷在花園裏。喬治·巴裏父子公司版

被藤蔓圍裹的伏蓋公寓是寡婦伏蓋夫人經營的平民單元樓，小說的開篇對這個坐落在巴黎聖熱內維埃弗新街的公寓樓進行了細致入微的描述。公寓的住戶包括法律學生尤金·德·拉斯蒂涅，神秘的伏脫冷，退休的面條商人讓-喬基姆·高立歐，即高老頭。老人常常被他人捉弄取笑，人們隨後得知老人犧牲自己的所有來供養嫁入豪門的兩個女兒。
拉斯蒂涅從法國南方來到巴黎，被上流社會所深深地吸引。對此，他感到難以適從，但遠親包塞昂夫人向他揭露了圈子裏的秘密。拉斯蒂涅從貧寒的家人那裏要了錢後，才得以親近高老頭的一個女兒戴爾芬。與此同時，伏脫冷試圖教唆拉斯蒂涅去追求一個單身女子維多琳，後者的家族財富礙于他哥哥而拿不到手。伏脫冷想安排決鬥，解決這位兄長。
拉斯蒂涅對于謀財害命的事情猶豫不決，沒有走下去，但他對伏脫冷的詭計上了心。從中，他看到了上流社會背後的殘酷現實。公寓的其它租戶則從警方那裏得知伏脫冷是個被通緝的大惡人，诨名鬼上當("Trompe-la-Mort")。伏脫冷安排他人去謀害維多琳的哥哥，但自己卻被警察逮了個正著。
高老頭支持拉斯蒂涅對自己女兒的追求，姑爺對女兒暴君般的掌控令他十分憤怒，卻又對此無能爲力。貴族夫人們驕奢淫逸、揮霍無度；當另一個女兒阿納斯塔謝告訴他自己賣掉家人的首飾來爲情人抵債時，老人悲傷過度，中風倒下。
彌留之際的老人一貧如洗，兩個女兒不聞不問，拉斯蒂涅賣了自己的表才得以安排入殓。葬禮上只有拉斯蒂涅、克裏斯多夫和兩個送葬人。高老頭的女兒沒有到場，不過是派了輛帶有爵徽的空車。在簡短的儀式後，拉斯蒂涅轉頭面向巴黎，此時夜幕降臨，城市燈紅酒綠。在目睹這一切，“埋葬了他的最後一滴眼淚”後，拉斯蒂涅徑直走向德·鈕沁根家赴宴，氣急敗壞地喊出：“好，現在咱們來較量較量吧！”("À nous deux, maintenant!")

## 風格

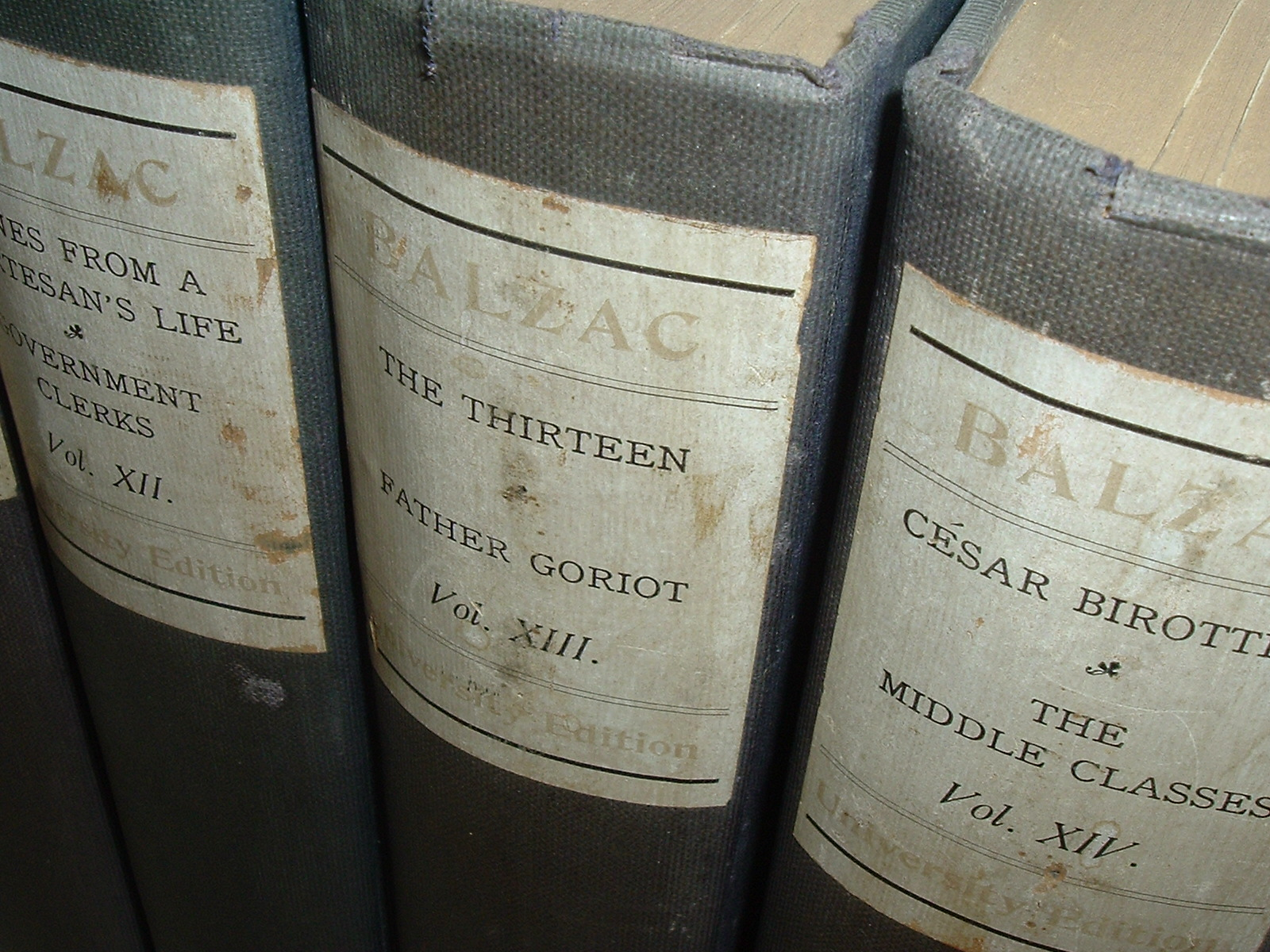
1901年版《巴爾扎克文集》，其中包括《高老頭》

美國作家詹姆斯·菲尼莫爾·庫珀和蘇格蘭作家沃爾特·司各特對巴爾扎克創作《高老頭》影響深遠。在庫珀所描寫的美國土著人中，巴爾扎克看到了人類的野蠻性在不同文明面前掙扎求存的一面。在1835年第二版序言中，巴爾扎克論到標題人物高老頭 – 他在大饑荒年代靠買面條發家 – 是“伊利諾伊面粉交易”和“懷安多特糧食市場”。伏脫冷稱巴黎是個“新世界叢林，有二十多個野蠻部落彼此紛爭” – 這是庫珀對他影響的寫照。
司各特對巴爾扎克的風格影響深遠，特別是使用真實歷史事件作爲故事的背景。雖然在《高老頭》中，歷史不占據中心地位，但後拿破侖時代成爲故事的重要背景，而巴爾扎克細致入微的描述映襯了司各特對他的影響。在1842版《人間喜劇》的引文中，巴爾扎克盛贊司各特是位“當代遊吟詩人”，將“過去的精神用鮮活的文學講述出來”。與此同時，巴爾扎克批評這位蘇格蘭作家將歷史浪漫化，並試圖區分自己的作品、給人性以一種平衡的觀點。
雖然，小說常常被稱爲“一個謎”，但它不是偵探小說。然而，中心議題是不幸的來源和反常的動機。人物的出現支離破碎，對身份的線索知之甚少。例如，伏脫冷溜進小說 – 對拉斯蒂涅給予建議，嘲諷高老頭，賄賂家仆 – 然後前科被揭露。這些來來去去的人映襯了巴爾扎克在《人間喜劇》中的人物描述風格。
《高老頭》也被認爲是一部教育小說，即天真的年輕人學習認識世界。拉斯蒂涅被伏脫冷、高老頭、鮑賽昂夫人教唆，告知巴黎社會的真相，以及達到成功所需要經過的殘忍、冷酷現實。作爲普通人，他最開始對此表示惡心，但隨後同流合汙。拉斯蒂涅將最初學習法律的目標抛之腦後，開始追逐名利、女人，以便爲攀爬做准備。這在一定程度上映襯了巴爾扎克自己的教育，他學了三年法律，並不怎麽喜歡。

### 人物再現
《高老頭》，特別是在修訂版中體現了高老頭人物再現的特色：早期小說中的人物在後續作品裏再次出現，通常是不同的人生階段。巴爾紮克對拉斯蒂涅的歸來頗爲高興，將《高老頭》第一版中的23名人物在之後的作品中請出了場；修訂版中人物數量增加到了48名。雖然，巴爾紮克曾經使用過這一手法，但人物總是以配角的形式出現，千篇一律。拉斯蒂涅的出現是巴爾紮克作品中第一個以大篇幅描述的人物，占據了主角的地位。
巴爾扎克在他耗時三十年之久的《人間喜劇》中反覆使用了這一寫作手法。這使得特性描述突破了簡單的敘述或是對話。評論家山姆·羅傑斯(S. Rogers)稱“當人物再現時，他們不是空穴來潮；而是從自己的私生活中走了出來，經過了一段我們所不允許看見的時光。”雖然人物的複雜性必然地導致巴爾扎克在時間和連續性上出錯，但是和大體全局比起來是微不足道的。讀者常常因爲巴爾扎克世界人物之多而暈頭轉向，感到對人物背景知之甚少。偵探小說家柯南·道爾稱他從來不去讀巴爾扎克的書，因爲自己“不知道從哪裏開頭。”
《高老頭》人物再利用體現在了劇情上。德·鈕沁根男爵在1837年的《纽沁根家族》中再次登場，揭露了夫人與拉斯蒂涅的出軌是男爵在背後左右的。這些新線索爲《高老頭》中三個人物的行爲提供了新的視角，並爲之後的故事做出了補充與鋪墊。

### 現實主義
巴爾扎克對伏蓋公寓進行了細致入微的描述，包括其中的住戶和周圍的世界；這種手法使得巴爾扎克被譽爲現實主義之父。細節描述主要關注了伏蓋公寓的貧窮景象。對于富有的住戶的描寫就不多了；作者對鮑賽昂夫人的居所只用了了幾筆，對鈕沁根家的環境乾脆一筆帶過。
在小說的開始，巴爾紮克(用英語)寫到：“這都是真的”。雖然人物和背景是虛構的，但使用的細節 – 和它們所反映的巴黎當下現實 – 以及伏蓋公寓所處的世界是信實。聖熱內維埃弗新街(公寓坐落之處)的“房子死氣沈沈，牆壁散發出牢獄的氣息”。屋子內部也被大幅度描述，從破陋的起居室到圍牆 – 是對以食物爲特色的房子進行諷刺。巴爾紮克在這點上深受友人風信子·德·郎淘切(Hyacinthe de Latouche)的影響，郎淘切在糊牆紙上頗有一手。公寓甚至以其臭味著名，在平民公寓中獨樹一格。

## 主題

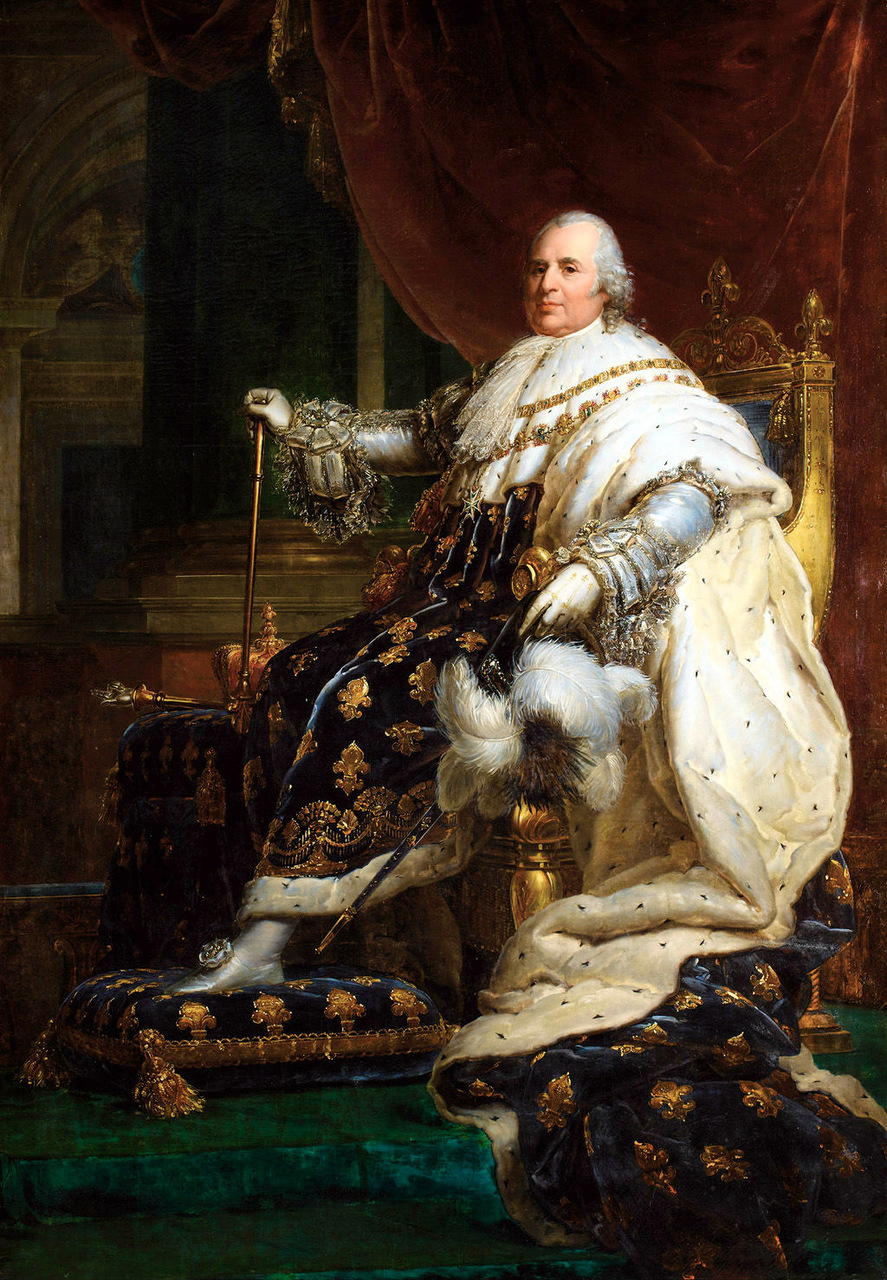
1814年法案准許路易十八建立由權貴壟斷的司法體系，成爲《高老頭》中拉斯蒂涅的動機。

### 社會階層
《高老頭》的重要主題之一是探究並理解社會階層。1814年法案准許路易十八建立由權貴壟斷的司法體系，只允許國家最富有的少數人進行投票。因此，拉斯蒂涅削尖了腦袋往上鑽不單單是爲了個人野心，也是期望能參與到國家運作當中。正如斯科特的人物那樣，拉斯蒂涅用自己的言行微縮了他所在社會的時代精神。

通過筆下人物和敘述，巴爾扎克勾勒了當時盛行的社會達爾文主義。在一次攤牌中，鮑賽昂夫人告訴拉斯蒂涅：

妳越沒有心肝，就越高升得快，妳毫不留情地打擊人家，人家就怕妳。只能把男男女女當作驿馬，把它們騎得筋疲力盡，到了站上丟下來，這樣妳就能達到欲望的最高峰。妳明白嗎？若沒有一個女人關心妳，妳將一事無成。這個女人必須年輕、有錢、漂亮。但如果妳有真情，必須像寶貝那樣藏而不露，永遠別讓人猜出來，否則妳就完了，不僅做不成劊子手，反而會被人宰割。萬一妳動了愛情，千萬要保守秘密！

這種態度在伏脫冷那裏得到了進一步體現：“無明顯的原因而發大財，其秘密一定是被人忽略的罪案，只不過是幹得幹淨利落而已。”這句話被時常引用 – 不過有時不太精確 – 成爲：“在巨大財富的背後,都隱藏著罪惡。”

### 巴黎的影響
小說所反映的社會階層是巴黎的特色，在當時巴黎是歐洲人口密度最高的城市。走過不到幾個街區 – 正如拉斯蒂涅所一直做的 – 將讀者帶到極爲不同的世界，建築物則反映出居民所處的階級。後拿破侖時期的巴黎被分化成不同的社區。在《高老頭》中著重描述了其中的三個：聖日耳曼大道的貴族區，安頓大馬路的新興區，以及東部破敗的蒙塔涅聖熱內維埃弗街。
這些城市的街區是拉斯蒂涅試圖掌控的微觀世界；伏脫冷則在秘密行動，穿梭往來，不被察覺。拉斯蒂涅是個從鄉村來的天真青年，試圖在此找到新家。巴黎給予了他一個機會，抛開遙遠的故居，在城市的無情中重塑形象。他的城市經歷和當時移居法國首都的大衆一樣，在1800-1830年間將此地的人口翻了倍。小說的結構不免于此相連；評論家彼得·布洛克斯(P.Brooks)稱，“是巴黎隱約的出現給予了小說獨特的語氣。”

### 墮落
拉斯蒂涅、伏脫冷和高立歐代表了被自己欲望所腐蝕的人們。就渴求進步而言，拉斯蒂涅與浮士德做了比較，伏脫冷則與梅菲斯托費勒斯做了比較。評論家皮埃爾·巴伯裏(Pierre Barbéris)稱伏脫冷對拉斯蒂涅的教唆是“《人間喜劇》中最重要的時刻之一，在所有的世界文學中也毫無疑問。”法國的社會動亂爲伏脫冷提供了遊樂場，將意識形態孤立地建立在個人提升的基礎上；他鼓勵拉斯蒂涅也如此效法。
不過，是更廣義的社會結構最終淹沒了拉斯蒂涅的靈魂 – 伏脫冷只不過是解釋了方法論和緣由。雖然拉斯蒂涅拒絕了伏脫冷的謀殺計劃，但他屈服于殘暴的法則，這是高層社會建立的基礎。在小說的末尾，他告訴畢安訓道：“我已經身在地獄，而且非留在地獄不可了。”
當拉斯蒂涅渴望財富和身份地位時，高立歐則單單渴望女兒們的孝順：這一渴望已經到了盲目崇拜的邊緣。由于他代表了通過貿易獲得財富的資産階級 – 不是貴族式的原始資本積累 – 女兒們樂意從他那裏拿錢，但只能私下與他會面。雖然在彌留之際他身無分文，但在小說末尾，高立歐賣掉了最後的家當來支持女兒，以便她們在舞會上能好看一些。

### 家庭關係

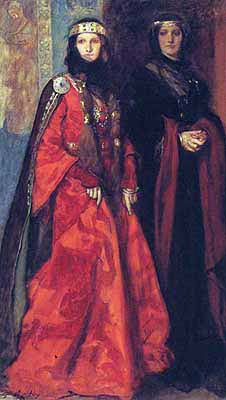
巴爾紮克被指責抄襲莎士比亞的《李爾王》，在高老頭女兒的刻畫上複制了李爾王的女兒。

小說中的家庭關係有兩種形式：婚姻的基礎建立在服務金融的權術關係上，而長輩對晚輩的責任是犧牲和被剝削。德·鈕沁根男爵是個財迷的銀行家，戴爾芬與他的婚姻毫無愛情可言。男爵注意到夫人的婚外戀，卻對此加以利用，以便從中牟利。阿納斯塔謝嫁給了德·雷斯多伯爵，他對私生子們並不在意，在意的是她賣掉首飾以支付情人的錢 – 拉斯蒂涅聽說這種卑鄙的手段在巴黎頗爲流行。利用婚姻謀取名利折射出殘酷的顯示，以及當時不穩定的社會結構。
與此同時，父母對兒女有求必應；高立歐爲女兒犧牲了自己的一切。巴爾扎克在小說中稱他是“基督式父愛”，爲自己的孩子深受折磨。她們抛棄了他，在追逐社會地位中迷失，加重了他的苦難。在小說的末尾，高立歐臨終的臥床與鮑賽昂夫人的舞會做了對比 – 只有女兒和拉斯蒂涅到場 – 揭露了社會與家庭本質的分裂。
高立歐女兒的背叛常與莎士比亞《李爾王》中的人物做出比較；在小說出版之初，巴爾扎克甚至被指著抄襲。就相似性而言，評論家喬治·聖茲博裏(G.Saintsbury)稱高立歐的女兒“和李爾王的女兒高納裏爾和裏根一樣謀害了她們的父親”。赫伯特·J·亨特指出在巴爾扎克的《人間喜劇》中，高立歐的故事在某些方面更加悲慘，因爲“他有個裏根和高納裏爾，但沒有寇蒂莉亞。”
敘述高立歐與孩子間痛苦的關係常常被解釋爲是對路易十六衰敗的比喻。在巴爾扎克小說關于孝順問題的一個關鍵時刻，伏脫冷插話，唱起“哦理查德，哦我的國王”——保皇黨人在1789年10月的贊歌，但路易十六最終倒台——這對十九世紀三十年代巴爾扎克讀者來說是個有力的聯繫。這種對正統父性松垮的信念跟著高立歐和路易十六進了墳墓。
拉斯蒂涅背後的家庭同樣也爲他犧牲甚多。拉斯蒂涅認爲沒有足夠的錢財就無法獲得一定的地位，便給家人寫信，讓他們寄來錢：“親愛的媽媽，賣幾件您的舊首飾吧，我很快便會買些新的還給您。”他們的確按照要求寄給他錢 – 雖然在小說中沒有寫明 – 他們忍受了許多困難。拉斯蒂恩的家人在他旅居巴黎時，與他日漸疏遠。雖然高立歐和伏脫冷對于他來說成爲類似父親的角色，但在小說末尾他們都離他而去，拉斯蒂涅成爲了孤家寡人。

## 遺産與反響

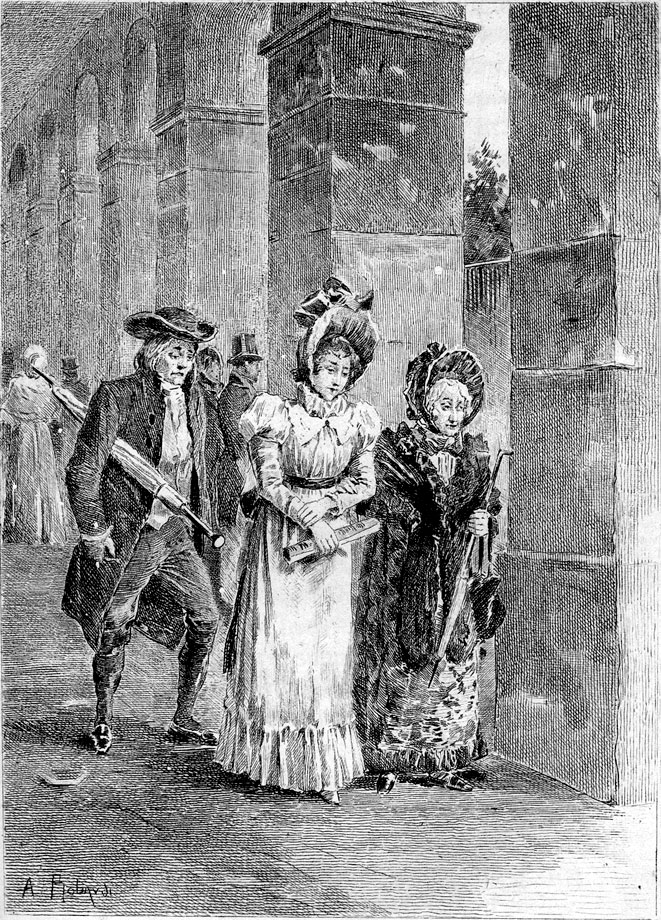
高老頭插圖

《高老頭》被廣泛認爲是巴爾紮克最重要的小說。它對法國文學影響深遠，作家費利西安·馬爾索(Félicien Marceau)稱：“我們都是《高老頭》的孩子。”布魯克稱它“就經濟手段和目的而言，形式完美。”馬丁·凱恩(M.Kanes)在他的著作《高老頭：動蕩世界的解刨學》中稱它是“《人間喜劇》的楔石”。它是安東尼·皮尤長篇研究《巴爾紮克再現人物》中的中心文獻，並整篇地寫道伏蓋公寓的細節描述。由于《高老頭》是研究法國文學的重要著作，它被翻譯成爲多種語言。因此，巴爾紮克傳記作家格蘭漢·羅伯(Graham Robb)稱在《人間喜劇》中，《高老頭》是可以放心地在英語中閱讀而不失味道。
對小說的最初評論褒貶不一。有的評論家指責巴爾扎克抄襲，或是過多或過少地描述巴黎上流社會，令讀者暈頭轉向。其它人質疑人物的道德性，暗示在將他們的意見合法化上，巴爾扎克應當負責。他進而被指責沒有在書中安插更多道德高尚的人物。對此，巴爾扎克回複輕蔑；在1835年第二版序言中，巴爾扎克就高立歐寫道：“可憐的人啊！由于喪失財富，他的女兒們拒絕認他；現在，評論家們借口道德低劣，也抛棄了他。”
當時，許多的評論家給出了積極的評論：《婦女雜志》中的一篇評論稱巴爾扎克的眼睛“看破了一切，像一條狡猾的蛇一樣，探究女性最隱蔽的秘密。”《戲劇雜志》的另一篇評論贊美他“令人羨慕的細節描述手法。”許多褒貶都是小說暢銷與成功的證據。有的出版社批評巴爾扎克是個“閨房作家”，預言他“事業短暫，雖然輝煌，但是必然。”
巴爾扎克對作品十分自豪，在出版前就宣稱：“《高老頭》將會大獲全勝；我最凶猛的敵人不得不屈膝。我將勝過一切，從朋友到嫉妒的人。”他習慣性地在版本之間做出修訂；對比其它小說，《高老頭》相對修改不多。

## 引述

### 腳注
1. ↑  George Barrie & Son
2. 1 2  Hunt, p. 95; Brooks (1998), p. ix; Kanes, p. 9.
3. ↑  Kanes, pp. 3–7.
4. 1 2  Kanes, p. 38.
5. ↑  Brooks (1998), p. xi.
6. ↑  Robb, pp. 425–429.
7. ↑  Saintsbury, p. ix.
8. ↑  Hunt, p. 91; Oliver, p. 149.
9. ↑  Quoted in Bellos, p. 16.
10. ↑  Revue de Paris
11. ↑  Oliver, p. 102; Brooks (1998), p. viii; Kanes, p. 7; Bellos, p. 15.
12. ↑  Bellos, pp. 23–24.
13. ↑  Bellos, pp. 16–17; see generally Pugh.
14. ↑  "Scènes de la vie parisienne"
15. ↑  Dedinsky, pp. 147–148.
16. 1 2  Balzac (1842).
17. ↑  Études de Mœurs
18. ↑  Robb, p. 234; Dedinsky, pp. 129–131.
19. 1 2 3  Kanes, pp. 4–5.
20. ↑  Hunt, p. 92.
21. ↑  Kanes, pp. 31–32.
22. ↑  Barbéris, p. 306; Kanes, pp. 26–27.
23. ↑  Kanes, pp. 27–28.
24. ↑  Kanes, pp. 30–31; Brooks (1998), p. ix; Stowe, pp. 24–25; see also Ginsberg, pp. 32–44.
25. ↑  Kanes, p. 30.
26. ↑  Robb, p. 44.
27. ↑  Pugh, p. 57; Hunt, pp. 93–94. Pugh makes it clear that other authors – namely Robert Chasles, Pierre Beaumarchais, and Restif de la Bretonne – had used this technique earlier, although Balzac did not mindfully follow in their footsteps.
28. ↑  Robb, p. 253; Hunt, p. 94; Pugh, pp. 73–81.
29. ↑  Pugh, pp. 78–79; Brooks (1998), pp. vii–ix.
30. ↑  Rogers, 182; Bellos makes a similar point on p. 21.
31. ↑  Robb, p. 254.
32. ↑  Quoted in Robb, p. 254; see generally Pugh.
33. ↑  McCarthy, p. 96; Pugh, pp. 177–178.
34. ↑  Brooks (2005), p. 16; Auerbach, p. 280.
35. ↑  Mozet, pp. 348–349; Kanes, p. 37.
36. ↑  This phrase is an allusion to William Shakespeare, since it was used at the time as a title for an adaptation in France of Henry VIII: Bellos, p. 14.
37. ↑  Auerbach, p. 282.
38. ↑  Balzac (1901), p. 3.
39. ↑  Balzac (1901), pp. 5 and 18, respectively; Mozet, p. 351.
40. ↑  Robb, 152.
41. ↑  Kanes, p. 52.
42. ↑  Balzac (1901), p. 79.
43. ↑  Balzac (1901), p. 115.
44. ↑  See for example Porter, Eduardo. "Mexico's Plutocracy Thrives on Robber-Baron Concessions" （页面存档备份，存于）. The New York Times, 27 August 2007. Retrieved on 13 January 2008.
45. ↑  Kanes, p. 41; Bellos, pp. 58–59.
46. ↑  Kanes, p. 36.
47. ↑  Kanes, p. 44.
48. ↑  Barbéris, pp. 310–311.
49. ↑  Brooks (1998), p. x.
50. ↑  Kanes, p. 45.
51. ↑  Barbéris, p. 307.
52. ↑  Barbéris, p. 309.
53. ↑  Quoted in Barbéris, p. 312.
54. ↑  Hunt, p. 89; Crawford, p. 13.
55. ↑  Petrey, p. 329.
56. ↑  Kanes, pp. 46–49; Auerbach, p. 285; Bellos, pp. 46–51.
57. ↑  Kanes, p. 47; Bellos, pp. 81–82.
58. ↑  Petrey, p. 337.
59. ↑  Hunt, pp. 87–89; Robb, p. 257; Bellos, pp. 34–35.
60. 1 2 3  Kanes, p. 13.
61. ↑  Saintsbury, p. x.
62. ↑  Hunt, p. 87.
63. ↑  Douthwaite, pp. 140-152.
64. ↑  Balzac (1901), p. 85.
65. ↑  Barbéris, pp. 310–314.
66. ↑  Quoted in Oliver, p. 149.
67. ↑  Brooks (1998), p. ix.
68. ↑  Le Pére Goriot: Anatomy of a Troubled World
69. ↑  Kanes, p. 9.
70. ↑  See Mozet, as well as Downing, George E. "A Famous Boarding-House". Studies in Balzac's Realism. E. P. Dargan, ed. New York: Russell & Russell, 1932.
71. ↑  Robb, p. 258. On the other hand, when Michal Peled Ginsberg conducted a survey of professors in preparation for his book Approaches to Teaching Balzac's Old Goriot, participants complained that the most-used translation by Marion Ayton Crawford is "not very good but [they] say they cannot come up with an alternative": Ginsberg, p. 4.
72. ↑  Kanes, pp. 14–15.
73. ↑  Quoted in Kanes, p. 53.
74. ↑  Le Journal des femmes
75. 1 2 3  Quoted in Kanes, p. 15.
76. ↑  La Revue du théâtre
77. ↑  Quoted in Kanes, p. 12.

## 外部連結
- 维基共享资源上的相關多媒體資源：高老頭
- Father Goriot - 古腾堡计划 (plain text)
- Father Goriot at Internet Archive (scanned books original editions color illustrated)

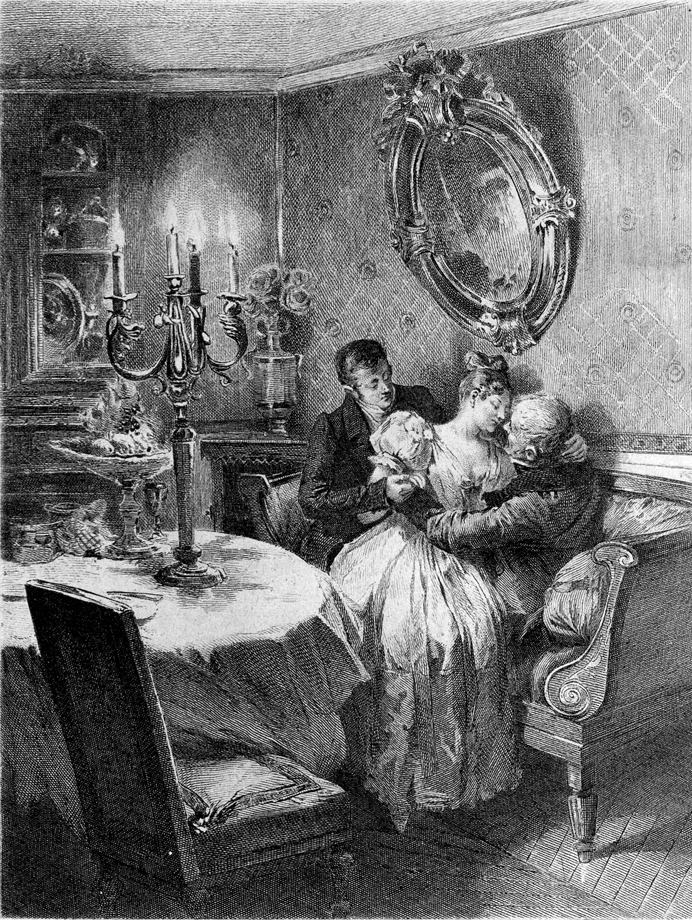
1897年版《高老頭》扉頁，插圖人不詳，由費城喬治·巴裏父子公司出版

- （法文） Le Père Goriot, audio version （页面存档备份，存于）
- Le Père Goriot （页面存档备份，存于） (original version) with approx. 1000  English annotations at Tailored Texts